# Демченко, Адольф Андреевич
Адо́льф Андре́евич Де́мченко (3 декабря 1938, Шостка, Харьковская область — 18 января 2016, Саратов) — советский и российский литературовед, доктор филологических наук (2001), профессор кафедры русской и зарубежной литературы Института филологии и журналистики Саратовского национального исследовательского государственного университета имени Н. Г. Чернышевского.

## Биография
Родился в городе Шостка Сумской области.
В 1961 году окончил Саратовский государственный университет им. Н. Г. Чернышевского и в 1965 году — аспирантуру на кафедре русской литературы. Работал преподавателем в сельских школах с 1961 по 1963 годы. Затем был старшим научным сотрудником, позже — заместителем директора Государственного Дома-музея Н. Г. Чернышевского (1963—1972).
В 1972—1974 и 1987—1998 годах работал в Саратовском педагогическом институте, с 1974 по 1987 год — в Саратовском университете. В 1971 году защитил кандидатскую диссертацию «Проблемы научной биографии Н. Г. Чернышевского периода первой революционной ситуации», в 1983 году — докторскую «Научно-биографическое изучение русских писателей-классиков (Н. Г. Чернышевский)». С 1998 года — профессор Педагогического института СГУ. Был одним из организаторов и руководителей Объединения литературоведов Поволжья.
Погиб 18 января 2016 года при пожаре собственного дома, где он жил с сыном. Похоронен в Саратове 20 января.

## Сочинения
- Н. А. Добролюбов. Книга для учителя. — М.: Просвещение, 1984. — 128 с.
- Молодые годы Николая Чернышевского. — Саратов: Приволжское кн. изд., 1989—240 с.
- Н. Г. Чернышевский. Книга для учителя. — М.: Просвещение, 1989. — 160 с.
- Н. Г. Чернышевский. Научная биография (1828-1858). — Петроглиф, 2015. — 624 с. — ISBN 978-5-98712-536-6.
- Н. Г. Чернышевский. Научная биография (1859-1889). — М.: РОССПЭН, 2019. — 687 с. — ISBN 978-5-8243-2287-3.